# اسید موشر
اسید موشر (به انگلیسی: Mosher's acid) با فرمول شیمیایی C۱۰H۹F۳O۳ یک ترکیب شیمیایی است. که جرم مولی آن ۲۳۴٫۱۷ g/mol می‌باشد. شکل ظاهری این ترکیب، جامد است.